# ポッツォ・ダッダ
ポッツォ・ダッダ（伊: Pozzo d'Adda）は、イタリア共和国ロンバルディア州ミラノ県にある、人口約6,400人の基礎自治体（コムーネ）。

## 地理

### 位置・広がり

#### 隣接コムーネ
隣接するコムーネは以下の通り。
- バジアーノ
- カッサーノ・ダッダ
- グレッツァーゴ
- インザーゴ
- マザーテ
- トレッツァーノ・ローザ
- ヴァプリオ・ダッダ

### 地震分類
イタリアの地震リスク階級 (it) では、3 に分類される
。